# Het offer (stripalbum van Thorgal)
Het offer is het 29ste stripalbum uit de Thorgal-reeksen en behoort samen met "Het koninkrijk onder het zand", "De barbaar" en "Kriss van Valnor" tot de cyclus "De barbaar". Het werd voor het eerst uitgegeven bij Le Lombard in 2006. Het album is het laatste in de reeks waarbij Jean Van Hamme het scenario schreef. De tekeningen zijn van de hand van Grzegorz Rosiński, die in dit deel zijn tekenstijl inruilt voor een nieuwe meer experimentele stijl, waarbij hij gebruikmaakt van gouachetechnieken.

## Het verhaal
Het gezin van Thorgal is op weg naar het Northland en zeult de ernstig verzwakte Thorgal met zich mee. Onderweg proberen ze hulp te vragen, maar stuiten op zeer onvriendelijke ridders. Ternauwernood weten ze aan hen te ontvluchten. Daarbij krijgen ze hulp van god Vigrid, de onbetekenende god uit Midgard die ooit door Aarica gered werd. Hij is gestuurd door Frigg en dankzij deze krijgt Thorgal voor twee dagen zijn krachten terug. Als Odin hierachter komt en ingrijpt, raakt Thorgal en Jolan gescheiden van de anderen en bevinden zich in de tweede wereld,  een van de werelden parallel aan ruimte en tijd. Daar ontmoeten zij de sleutelbewaarster die Thorgal ditmaal niet helpen mag, maar hem wel vertelt dat er iemand is die hem helpen kan, Manthor, een halfgod die in een reusachtig paleis woont in de tussenwereld. Vigrid brengt de overige gezinsleden naar Northland. Manthor geneest Thorgal, maar wenst in ruil daarvoor dat Jolan hem enkele jaren gaat dienen.